# Beaulandais

Beaulandais este o comună în departamentul Orne, Franța. În 1 ianuarie 2018 avea o populație de 165 de locuitori.